# Antoni (Awramiotis)
Antoni, imię świeckie Dionisios Awramiotis – duchowny Greckiego Kościoła Prawosławnego, od 2009 biskup pomocniczy archidiecezji Aten.

## Życiorys
W 1979 został wyświęcony na diakona. Święcenia kapłańskie przyjął w 1981. Chirotonię biskupią otrzymał 10 marca 2012 jako biskup pomocniczy Aten ze stolicą tytularną Salonos.